# Jasminrevolutionen
Jasminrevolutionen var demonstrationerna och kravallerna i flera städer i Tunisien som pågick från den 17 december 2010 till den 14 januari 2011. President Zine El Abidine Ben Ali tvingades den 14 januari 2011 avgå och lämna landet. Revolten startade ursprungligen som en ungdomsprotest som sedan spred sig över arabvärlden.
Demonstrationerna gällde framför allt arbetslöshet, korruption och höjda livsmedelspriser.

## Bakgrund
Den 17 december 2010 hällde tunisiern Mohammed Bouazizi bensin över sig själv och antände den. Detta skedde efter att polisen beslagtagit den grönsaksvagn som var hans levebröd och de kommunala myndigheterna i hemstaden Sidi Bouzid vägrat hjälpa honom med hans problem. De lokala myndigheterna hade trakasserat Bouazizi och hans familj under en längre tid eftersom de inte hade råd att muta dem.
Bouazizi, som senare avled av skadorna, blev en symbol för det uppdämda missnöje som fanns med de styrande i landet och kom att utlösa protester över hela Tunisien. Demonstrationerna har även inspirerat och sträckt ut sig till andra arabländer som Egypten, Syrien, Algeriet, Libyen och Jemen.

## Protesterna växer
18 december, dagen efter Bouazizis självantändning, samlades demonstranter utanför offentliga byggnader i hans hemstad Sidi Bouzid, för att protestera mot behandlingen av Bouazizi. Polisen använde tårgas för att skingra demonstranterna och ingrep mot ungdomar som förstörde bilar och butiker. Bilder av detta publicerades på sociala medier som Facebook och YouTube och bidrog till att sprida upproret.
Den 22 december klättrade demonstranten Lahseen Naji upp i en högspänningsmast, i protest mot «svält och arbetslöshet».
Upproret spred sig, först till andra delar av Sidi Bou Zid-provinsen och sedan ut över landet.
27 december organiserade oberoende fackföreningar en demonstration i Tunis som samlade runt 1 000 medborgare som uttryckte solidaritet med befolkningen i Sidi Bouzid och krävde arbete. Säkerhetsstyrkor slog ner demonstrationen men redan dagen därpå protesterade 300 advokater i närheten av regeringsbyggnaden.
Protesterna och demonstrationerna spred sig vidare till städer som Sousse, Sfax och Meknassy. Under protesternas första veckor försökte den tunisiska regimen kväsa demonstrationerna med våld, men i början av januari hade protesterna spridit sig och lamslagit hela landet. Vid den här tidpunkten började fler och fler i regeringen inse att protesterna inte skulle avta och den 14 januari tvingades President Ben Ali att avgå och gå i exil efter påtryckningar från stora delar av sin egen regering, militären och polisen. Hans avgång firades över hela landet.

## Strejker
Den 6 januari gick de flesta av landets 8 000 advokater i strejk och dagen därpå följde lärarna deras exempel.